# Ecklonia
Ecklonia je rod chaluh (hnědých řas) z čeledi Lessoniaceae.

## Taxonomie
Rod byl popsán Jensem Wilkenem Hornemannem v publikaci Kongelige Danske videnskabernes Selskabs Skrifter, Naturvidenskabeli Mathematisk Afdeling. Vol. 3 na stranách 385–388 v roce 1828. Rodové jméno Ecklonia nese na počest Christiana Friedricha Ecklona (1795–1868), dánského botanického sběratele a lékárníka.

## Popis
Stélka sporofytu je 1 až 15 metrů dlouhá s příchytným orgánem rozvětveným do početných hapter, které s výjimkou E. stolonifera přechází v jeden nedělený kauloid. Z nevětveného válcovitého kauloidu vyrůstá plochá primární čepel (fyloid), ze které bočně vyrůstají ploché sekundární čepele. Kauloid může být plný, či dutý, jeho vrcholová část může přecházet ve vzduchový měch (např. Ecklonia maxima).

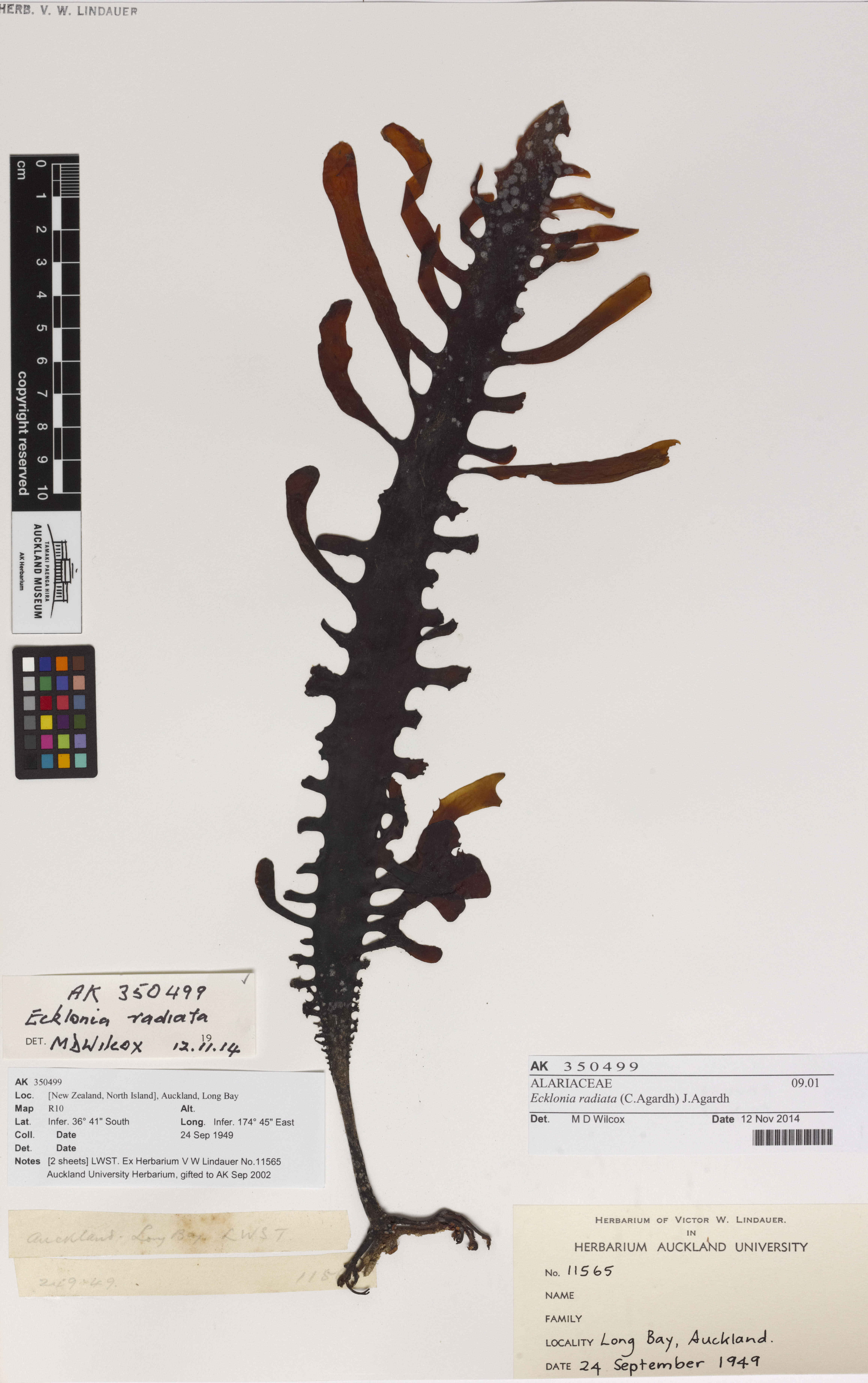
Ecklonia radiata
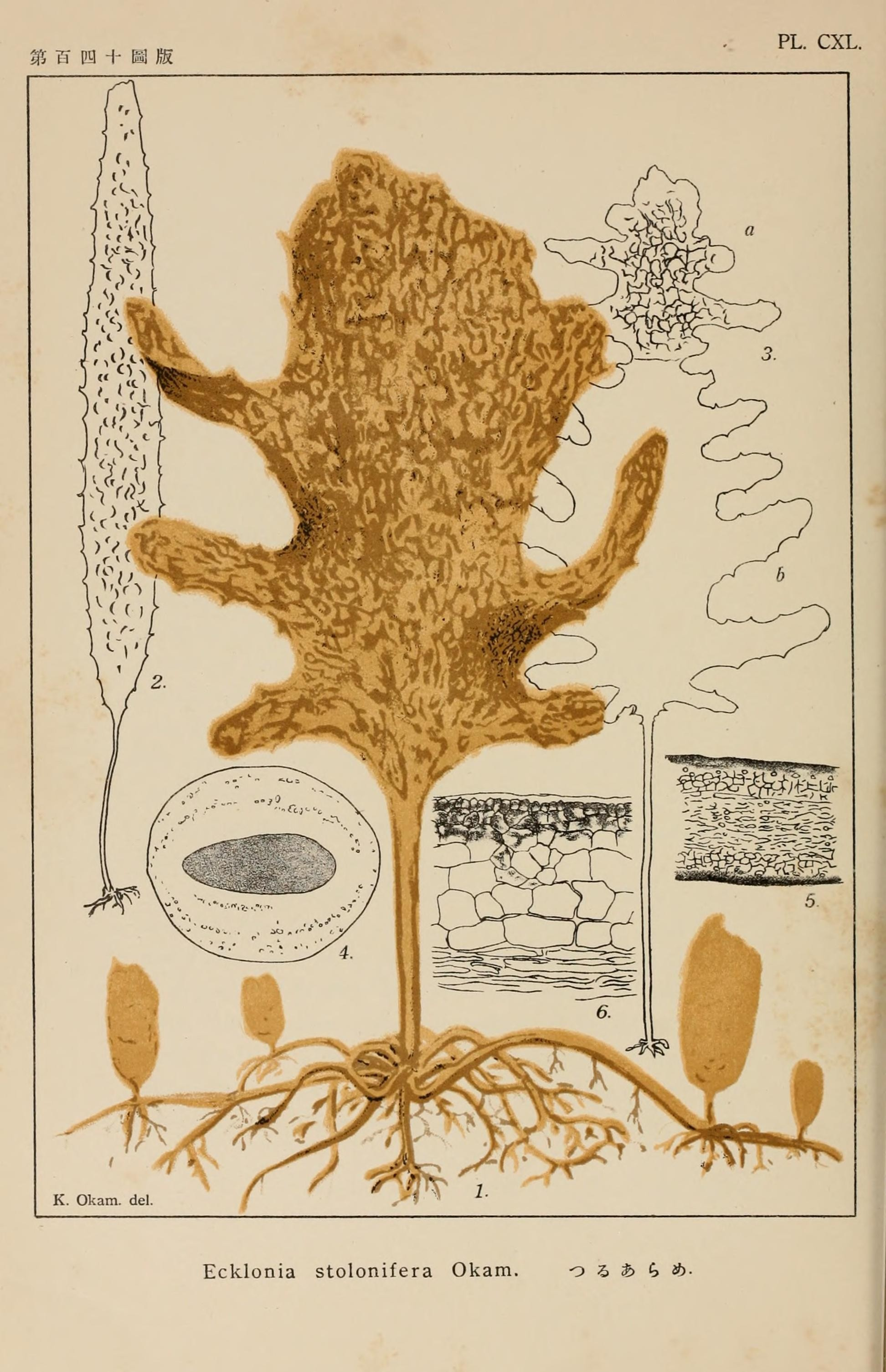
Ecklonia stolonifera

## Druhy
- Ecklonia biruncinata
- Ecklonia brevipes – Nový Zéland
- Ecklonia cava – Japonsko, Korea a Čína
- Ecklonia fastigiata
- Ecklonia kurome
- Ecklonia maxima – sublitorál jižní Afriky
- Ecklonia muratii – severozápadní Afrika nebo severovýchodní Atlantik
- Ecklonia radiata – jižní Afrika, Madagaskar, Omán a střední východní Atlantik, také Austrálie a Nový Zéland
- Ecklonia stolonifera
- Ecklonia radicosa

## Význam
Jihoafrická Ecklonia maxima je významnou součástí chaluhových lesů. Druhy rodu Ecklonia vytvářejí eckolové florotaniny. Ecklonia maxima je těžena pro bohatý obsah auxinů, cytokininů, aminokyselin, alginátů, mannitolu, polyfenolů, polysacharidů, vitamínů a dalších živin, což ji činí cennou pro výrobu hnojiv a biostimulantů. Je používána jako krmivo v chovech ušní. Ecklonia cava je využívána pro lékařské a gastronomické účely.